# Магмудабад (Коміджан)
Магмудабад (перс. محموداباد) — село в Ірані, у дегестані Хосров-Бейк, у бахші Міладжерд, шахрестані Коміджан остану Марказі. За даними перепису 2006 року, його населення становило 620 осіб, що проживали у складі 154 сімей.

## Клімат
Середня річна температура становить 12,12 °C, середня максимальна – 32,04 °C, а середня мінімальна – -12,44 °C. Середня річна кількість опадів – 293 мм.
| Клімат поселення                              | Клімат поселення | Клімат поселення | Клімат поселення | Клімат поселення | Клімат поселення | Клімат поселення | Клімат поселення | Клімат поселення | Клімат поселення | Клімат поселення | Клімат поселення | Клімат поселення | Клімат поселення |
| Показник                                      | Січ.             | Лют.             | Бер.             | Квіт.            | Трав.            | Черв.            | Лип.             | Серп.            | Вер.             | Жовт.            | Лист.            | Груд.            |                  |
| Середній максимум, °C                         | 7,56             | 10,34            | 15,74            | 20,96            | 25,05            | 31,91            | 32,04            | 31,24            | 26,61            | 21,46            | 14,06            | 8,41             |                  |
| Середня температура, °C                       | −2,43            | 0,35             | 5,74             | 10,96            | 15,06            | 21,92            | 25,38            | 24,58            | 19,96            | 14,79            | 7,39             | 1,75             |                  |
| Середній мінімум, °C                          | −12,44           | −9,67            | −4,26            | 0,96             | 5,06             | 11,93            | 18,72            | 17,91            | 13,29            | 8,12             | 0,73             | −4,9             |                  |
| Норма опадів, мм                              | 45               | 36               | 49               | 41               | 35               | 7                | 1                | 1                | 1                | 10               | 26               | 41               |                  |
| Середньомісячна швидкість вітру, м/с          | 1.92             | 2.35             | 3.27             | 3.40             | 2.80             | 2.66             | 2.70             | 2.60             | 2.40             | 2.25             | 1.75             | 2.07             |                  |
| Середньомісячна сонячна радіація, кДж/м²·день | 8480             | 11763            | 14354            | 17846            | 22099            | 26825            | 25911            | 23838            | 20549            | 14982            | 10587            | 8473             |                  |
| --------------------------------------------- | ---------------- | ---------------- | ---------------- | ---------------- | ---------------- | ---------------- | ---------------- | ---------------- | ---------------- | ---------------- | ---------------- | ---------------- | ---------------- |
| Джерело:                                      |                  |                  |                  |                  |                  |                  |                  |                  |                  |                  |                  |                  |                  |